# Walter Eschler
Walter Eschler (* 23. August 1909 in Zweisimmen; † 12. Dezember 1997 in Bern) war ein Schweizer Schriftsteller.

## Leben
Walter Eschler absolvierte nach Ende seines Schulbesuchs erst sein Welschlandjahr und begann im Anschluss daran im Bezirk Yverdon eine Lehre als Bankkaufmann. Nach deren Abschluss arbeitete er für 13 Jahre als Bankangestellter in Langnau im Emmental, bevor er in 1942 als Generalagent bei einer Schweizerischen Mobiliarversicherungs-Gesellschaft tätig wurde. 1964 wurde er Amtsrichter, musste dieses Amt jedoch wegen eines Augenleidens im Jahre 1969 vorzeitig aufgeben. Ab dann war er als freier Schriftsteller tätig.
Gegenstand seiner Werke waren vor allem Land und Leute des Obersimmentals, mit denen er aufgrund seiner beruflichen Tätigkeit im regen Austausch stand. Oftmals spielte er in seinen Werken mit der Gegenüberstellung von Obersimmentaler Mundart und anderen Dialekten aus dem Kanton Bern.

## Werke (Auswahl)
- Der Talwäg. Schauspiel. 1953.
- Oberamtmann Effinger. Schauspiel, 1960.
- Der Anke-Söimer. Schauspiel. 1967.
- Louigfahr. Erzählband. 1974
- Alpsummer. Erzählband des Kt. Bern. 1983.

## Auszeichnungen
- 1984: Literaturpreis des Kantons Bern.